# Dinah Gervyl
Dinah Gervyl, de son vrai nom Raymonde Faure, née le 6 juillet 1909 à Carcassonne et morte à Clichy le 16 décembre 1987, est une comédienne et chanteuse française.

## Biographie

### Famille
Fille de Charles Faure, employé de commerce, et de Rose Ourtal, Raymonde Faure n'a que trois ans lorsque ses parents divorcent. Sa mère se remarie avec Paul Auguste Schouver, capitaine au 31e régiment d'infanterie coloniale de Bègles. Le couple s'installe à Toulouse, ville dans laquelle Paul Schouver décède prématurément le 2 août 1930. Rose fait l'acquisition du Grand Café Cristal Palace, 42 boulevard de Strasbourg, et Raymonde décide de monter à Paris pour tenter sa chance dans le milieu du spectacle. Elle réside un temps chez son oncle Raymond Ourtal, 88 boulevard de Port-Royal.

### Débuts
Dinah Gervyl apparaît pour la première fois sur la scène du théâtre de la Caricature, 49 faubourg Montmartre à Paris dans Cent pout cent français. C'est dans ce cabaret qu'elle fait la connaissance d'André Isaac, plus connu sous le nom de Pierre Dac. Les deux artistes deviennent progressivement des amants à la ville. En 1934, ils partagent l'affiche de La Lune rousse dans Greta Garbo et sa doublure. Dinah poursuit sa carrière sur de nombreuses scènes parisiennes comme les Folies Bergère, ou le théâtre Déjazet dans Pour plaire aux femmes en 1936 : « La meilleure partie de son rôle est l'instant trop court où elle paraît en combinaison : ses jambes ont un réel talent. » Elle s'installe l'année suivante avec Pierre Dac dans un appartement situé 49, avenue Junot, sur la butte Montmartre.

### La Seconde Guerre mondiale
Elle rejoint la zone non occupée dès 1940 et se réfugie à Toulouse (14, rue Dalayrac) chez sa mère, Rose Schouver, avec son compagnon. Ils trouvent refuge au Grand café Cristal Palace, où ils poursuivent pour un temps leurs activités artistiques, notamment par une tournée en Afrique du Nord. Le couple se sait en danger à cause des origines juives d'André Isaac, alias Pierre Dac. Rose Schouver parvient, grâce au réseau de résistance Béryl, à faire passer son gendre en Espagne pour atteindre Londres le 12 octobre 1943. Après que Pierre Dac a répondu à Philippe Henriot sur les ondes de la BBC, Dinah est arrêtée en représailles par la Gestapo dans son appartement parisien. « C'est maintenant que vous venez, leur dit-elle ? Il y a tellement de temps que je vous attends. »,. Par un heureux hasard, elle est emprisonnée avec les droits communs et non avec les prisonniers politiques. Ainsi, elle échappe au dernier convoi de déportés dont aucun n'est revenu vivant.

### Après guerre
Dinah Gervyl épouse son compagnon le 6 octobre 1944 et devient sa première fan. Leur mariage est confirmé religieusement en 1954 après la conversion d'André Isaac au catholicisme. En raison d'une vieille chute dans les escaliers, Dinah ne pourra pas avoir d'enfant, mais leur couple restera uni jusqu'au décès de Pierre Dac en 1975. Dinah Gervyl meurt à son tour le 16 décembre 1987 à Clichy à l'âge de 78 ans.

## Revues théâtrales
- 1930 : Cent pour cent français, théâtre de la Caricature[7].
- 1931 : La revue du Canard, Folies Wagram.
- 1932 : Folies-Bergère.
- 1934 : Revue La lune rousse : Greta Garbo et sa doublure[8].
- 1935 : Pour plaire aux femmes, théâtre Dejazet.
- 1936 : Le roi du sex-appeal, théâtre Dejazet.
- 1938 : La corrida, théâtre de la rue de la Pompe[9].